# Crocus cvijicii
Crocus cvijicii là một loài thực vật có hoa trong họ Diên vĩ. Loài này được Kosanin miêu tả khoa học đầu tiên năm 1926.